# Pascal Dupuis (football)
 (décembre 2016).
Ne doit pas être confondu avec Pascal Dupuis.
Pascal Dupuis, né le 3 mai 1964 à Villers-Semeuse, est un footballeur (puis entraîneur) français, qui évoluait au poste de gardien de but.

## Biographie

### Carrière de joueur
Il réalise ses premiers pas en Division 2 lors de la saison 83-84 avec Sedan, alors entraîné par Pierre Tordo, tout récemment promu après huit années de Division 3. Il y passe quatre saisons, avant de s'engager avec le Tours FC en 1987.
Il joue ensuite à Dunkerque, Louhans-Cuiseaux, au FC Bourges et à Orléans.
Il dispute au cours de sa carrière un total de 209 matchs en Division 2.

### Carrière d'entraîneur
Devenu entraîneur, il dirige notamment le FC Bourges et le FC Saint-Doulchard.